# Roton (physique)

Relation de dispersion proposée par Landau, montrant l'énergie de la quasiparticule E(p) en fonction de son impulsion p. Une quasiparticule d'impulsion proche du minimum local est appelée "roton".

En physique théorique, un roton est une quasiparticule, un quantum d'excitation de l'hélium superfluide et des condensats de Bose-Einstein avec des interactions dipolaires à longue portée ou un couplage spin-orbite. Par exemple, l'émergence des rotons est une conséquence de la partie attractive de la force dipolaire. La relation de dispersion des excitations élémentaires dans ces systèmes présente une croissance linéaire depuis l'origine suivie d'un premier maximum et ensuite un minimum en énergie lorsque l'impulsion augmente. Les excitations dans la région linéaire sont appelées phonons et celles proches du minimum rotons. Les excitations proches du maximum sont appelées maxons. Une structure rotonique similaire a aussi été observée pour un condensat de Bose-Einstein dans un lattice optique agité de façon périodique, mais avec deux minimas de dispersion.

Le terme "roton-like" (similaire à un roton) est aussi utilisé pour les modes propres prédits dans les métamateriaux 3D en utilisant le couplage au-delà des plus proches voisins,. Une relation de dispersion roton-like a été observée sous conditions ambiantes à la fois pour les ondes de pression acoustiques dans un métamatériau basé sur un canal à des fréquences audibles et pour les ondes élastiques transversales dans un métamatériau à l'échelle microscopique à des fréquences ultrasonores.

## Relation de dispersion
La relation de dispersion correspond au développement autour du minimum :
{\displaystyle \epsilon (p)=\Delta +{\frac {(p-p_{0})^{2}}{2m^{*}}},}
où {\displaystyle \Delta } est le gap en énergie, {\displaystyle p_{0}}la position du minimum et {\displaystyle m^{*}}la masse effective de la quasi particule.
Dans le cas de l'hélium superfluide à pression nulle, {\displaystyle \Delta =8{,}7~\mathrm {K} }, {\displaystyle p_{0}/\hbar =1{,}9\times 10^{8}\,\mathrm {cm} } et {\displaystyle m^{*}=0{,}14m}, où {\displaystyle m=6{,}65\times 10^{-24}\,\mathrm {g} } est la masse d'un atome d'hydrogène.

## Approche de Richard Feynman[6]
En 1954, Richard Feynman développe une approximation de l'allure du spectre des excitations pour l'hélium liquide, à partir du facteur de structure statique. Cette approche relie le minimum rotonique au maximum du facteur de structure, cependant la qualité de l'approximation de l'énergie se dégrade à mesure que l'impulsion augmente et, dans la région des rotons, les données expérimentales et prédictions numériques, par algorithme de Monte-Carlo, se retrouvent surestimées d'un facteur deux.